# Jump (South Yorkshire)
Jump – wieś w Anglii, w hrabstwie ceremonialnym South Yorkshire, w dystrykcie metropolitalnym Barnsley. Leży 14 km na północ od miasta Sheffield i 239 km na północ od Londynu.